# Кастельнуово
Кастельнуово (итал. Castelnuovo) — коммуна в Италии, располагается в провинции Тренто области Трентино-Альто-Адидже.
Население составляет 986 человек (2008 г.), плотность населения составляет 76 чел./км². Занимает площадь 13 км². Почтовый индекс — 38050. Телефонный код — 0461.
Покровителем коммуны почитается святой Леонард Ноблакский, празднование 6 ноября.

## Демография
Динамика населения:

## Администрация коммуны
- Официальный сайт: http://www.comune.castelnuovo.tn.it/